# Cel estelat sobre el Roine
El Cel estelat sobre el Roine és una pintura de Vincent van Gogh, realitzada cap a la fi de setembre de 1888, representant Arle a la nit, ciutat on llavors el pintor vivia.

## Gènesi
El pintar de nit va intrigar van Gogh. La nit i els seus efectes de llum varen proporcionar-li tema per a algunes de les seves més cèlebres pintures, com la Terrassa de cafè a la nit (pintada una mica abans el mateix mes) o la de l'any següent a Sant Romieg de Provença, La nit estelada.
Cap a mitjan setembre de 1888, Vincent evoca el projecte d'un quadre de nit en una carta adreçada a la seva germana Wilhelmina:
... Vull ara pintar un cel absolutament estrellat. Sovint em sembla que la nit és encara més ricament acolorida que no el dia, acolorida de violetes, dels blaus i dels verds més intensos. Quan hi paris atenció veuràs que certes estrelles són amb color de llimona, altres tenen focs roses, verds, blaus, miosotis. I, sense insistir-hi més, és evident que per a pintar un cel estrellat no n'hi ha pas prou, en absolut, amb posar punts blancs sobre negre blau.
El quadre fou pintat a la riba del Roine, a un emplaçament situat a un minut o dos de la Casa Groga, plaça Lamartine, on Van Gogh vivia de lloguer. La posició avantatjosa que escollí per a realitzar el quadre li permeté de captar els reflexos de l'enllumenat de gas d'Arle en l'aigua blava brillant del Roine, amb les resplendors del barri de Trinquetaille a la dreta. El cel és il·luminat per la constel·lació de l'Ossa Major. En primer pla, dos amants es passegen per la riba del riu on hi ha un munt de sorra.
El 2008, aquesta vista sobre Arle pràcticament no ha canviat.

## Història del quadre
La pintura fou exposada per primera vegada el 1889 a l'exposició anual de la Societat dels Artistes Independents, a París, juntament amb un altre quadre de Van Gogh, els Iris. Actualment, es troba al Museu d'Orsay, a París.